# Uummannaq Kommune
Uummannaq Kommune var tidligere en kommune i Nordgrønland. Kommunen blev d. 1. januar 2009 en del af Qaasuitsup Kommune. Kommunen er opkaldt efter byen Uummannaq, der er grønlandsk for "det hjerteformede fjeld".

## Byer og bygder i Uummannaq Kommune
- Uummannaq
- Niaqornat
- Qaarsut
- Ikerasak

- Saattut
- Ukkusissat
- Illorsuit
- Nuugaatsiaq

70°N 50°V / 70°N 50°V